# Jeffrey Russell Hall
Pour les articles homonymes, voir Russell et Hall.
Jeffrey Russell Hall (né en 1979 mort le 1er mai 2011 à Riverside) était un plombier américain et un chef local du National Socialist Movement. Il est devenu connu par le fait qu'il a été froidement assassiné par son propre fils de dix ans Joseph Hall à l'aide d'une arme à feu. Il a été tué pendant son sommeil à son domicile à Riverside en Californie le premier mai 2011. Le procès juridique du cas a été largement médiatisé aux États-Unis et a également été traité au monde entier et est toujours en cours. Si déclaré coupable, Joseph Hall pourrait rester en prison jusqu'à l'âge de 23 ans et serait le plus jeune prisonnier de l'histoire américaine.

## Sources
- Article sur l'assassinat de Jeff Hall dans le journal canadien "La Presse"
- Article sur le procès juridique dans le journal allemand "Der Spiegel" datant du premier novembre 2012
- Article sur les possibles motivations du meurtre dans le journal canadien "Edmonton Journal